# San Gabriel (Kalifornia)
San Gabriel város az USA Kalifornia államában, Los Angeles megyében. Lakosainak száma 39 568 fő (2020. április 1.).

## Népesség
A település népességének változása:
| Lakosok száma | 737  | 39 718 | 39 568 |
|               | 1900 | 2010   | 2020   |